# Anta de Pinheiro dos Abraços
L'Anta de Pinheiro dos Abraços (aussi appelé Dolmen de Bobadela) est un dolmen situé dans la paroisse de Bobadela sur le territoire de la municipalité de Oliveira do Hospital (district de Coimbra, Portugal),. 
Le mot anta est l'équivalent portugais d'« ante » (pilier terminal d'un temple grec ou romain), mais il est aussi employé pour désigner les pierres d'un dolmen ou le dolmen lui-même. Environ 5 000 structures mégalithiques de ce type ont été construites au Néolithique dans l'ouest de la péninsule Ibérique par les successeurs de la culture de la céramique cardiale ou Cardial.
Il a été classé Bien d'intérêt public (Catégorie IIP) monument national en 1992.

## Description
Ce monument mégalithique a été découvert en 1966 et les vestiges retrouvés comprennent : des pointes de flèches, des couteaux en silex, des haches en pierre polie et des fragments de poterie.
Le dolmen conserve une grande partie de son tumulus, avec un couloir d'accès d'une vingtaine de mètres de long avec des nombreuses pierres encore en place. La chambre funéraire ne conserve que 5 des 8 orthostates et une seule dalle de couverture est encore en place, juste avant la chambre funéraire.

## Galerie

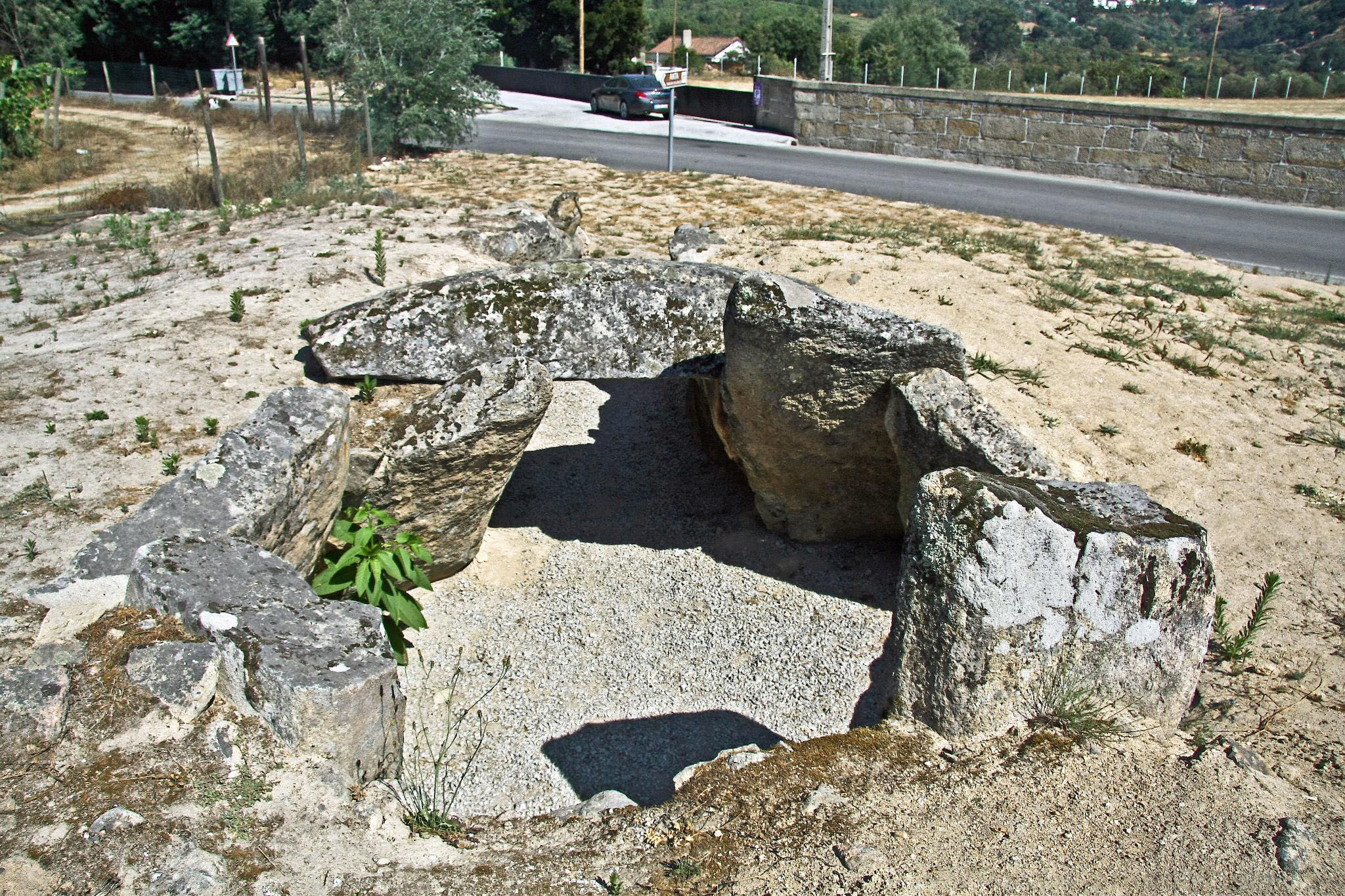
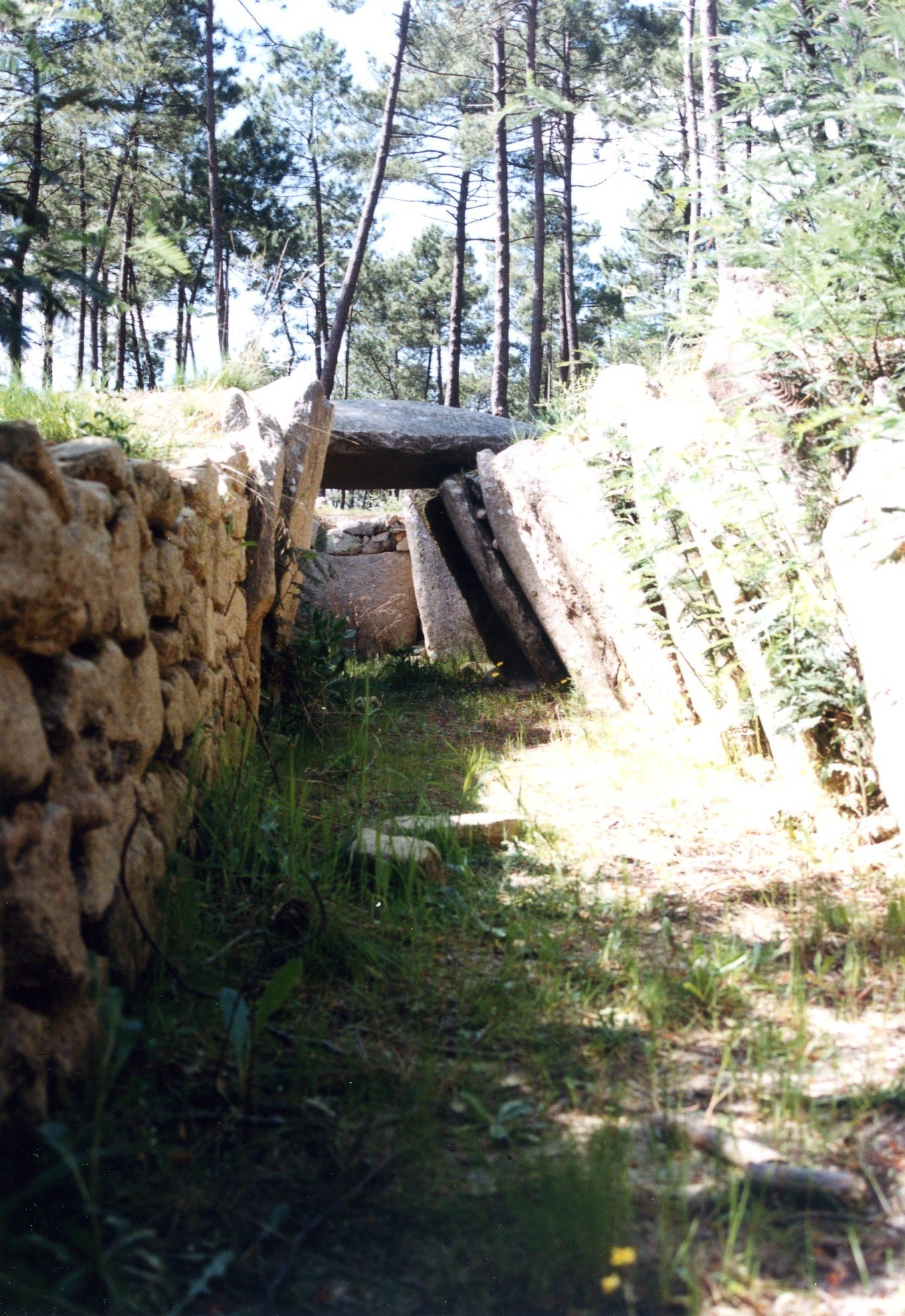